# Henri Royer
Henri Paul Royer (Nancy, 22 gennaio 1869 – Neuilly-sur-Seine, 31 ottobre 1938) è stato un pittore francese, appartenente al movimento della Scuola di Nancy.

## Biografia
Figlio di Jules Royer (1845-1900), creatore di una delle più importanti stamperie litografiche di Nancy, in via della Salpêtrière, Henri iniziò i suoi studi d'arte all'Accademia di Belle arti di Parigi, poi, nel 1890, iniziò a frequentare l'Académie Julian e gli atelier di Jules Joseph Lefebvre, Théodore Devilly e François Flameng. Nello stesso anno espose al Salon, dimostrandosi abile sia nei ritratti che nelle scene di genere e nei paesaggi.

Viaggiò molto, percorrendo quasi tutta l'Europa e spingendosi fino in America.

Come ritrattista ebbe l'opportunità di entrare in contatto con molti personaggi famosi e altolocati: aristocratici, politici, diplomatici, scienziati e artisti. Ciò arricchì la sua cultura e la sua sensibilità.
Nel 1896, assieme alla moglie, si recò in Bretagna e rimase incantato da quella terra e, segnatamente, dalla sua gente, al punto che vi trascorse gran parte della sua vita, sino al 1936, due anni prima della morte. Abitò dapprima a Audierne, quindi si trasferì in una piccola casa a Primelin.

Royer si interessò soprattutto del popolo bretone, senza fermarsi agli aspetti pittoreschi e di costume, e imparò il dialetto per essere più vicino alla gente e comprenderne meglio la compostezza e la profondità d'animo. Uomo di fede e di grande spiritualità, si trovò in questo modo a contatto con il fervore delle pratiche religiose, ancora assai vive in quell'epoca. Dipinse pertanto molti soggetti religiosi e mistici, preferendo la preghiera solitaria ed il raccoglimento alle manifestazioni più spettacolari della fede, come le cerimonie del "perdono".

Alcuni pastelli e diversi disegni attestano un'eleganza e una finezza del suo tratto che lo fecero paragonare a Ingres e rammentano altresì quanto egli fosse celebre per i suoi ritratti.

Il suo stile prevalentemente verista si lasciò appena sfiorare dalle nuove tendenze che negli anni a cavallo del secolo agitavano il mondo della pittura.
Royer fu professore all'Accademie Julian e alla Scuola di Belle arti di Parigi. Fra i suoi allievi si ricordano Gabrielle Achenbach, Gustave Alaux, Georgina e Lucilio de Albuquerque, Teodoro Braga, Rodolfo Chambelland, Chas Laborde e Georges-Émile Lebacq.

## Opere
- Elenco descrittivo delle opere di Henri Royer acquisite dai musei: Louvre, Museo d'Orsay, Museo dipartimentale bretone, su culture.gouv.fr.
- "Nymphe". Fotografia dell'opera acquistata dallo Stato nel 1893 (JPG), su culture.gouv.fr.
- "Communions". Fotografia dell'opera acquistata dallo Stato nel 1897 (JPG), su culture.gouv.fr.
- "L'ex-voto". Fotografia dell'opera acquistata dallo Stato nel 1898 (JPG), su culture.gouv.fr.
- "Le bénédicité". Fotografia dell'opera acquistata dallo Stato nel 1899 (JPG), su culture.gouv.fr.
- "Un soir en Lorraine". Fotografia dell'opera acquistata dallo Stato nel 1900 (JPG), su culture.gouv.fr.

## Galleria d'immagini

### Baschi e Bretoni

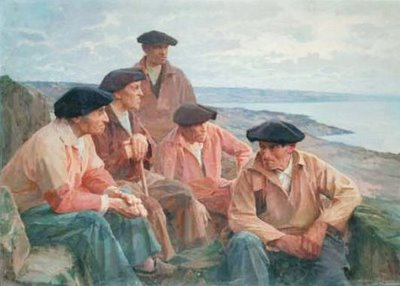
Pescatori baschi davanti al mare
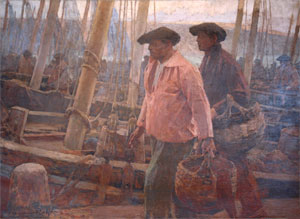
Pescatori baschi
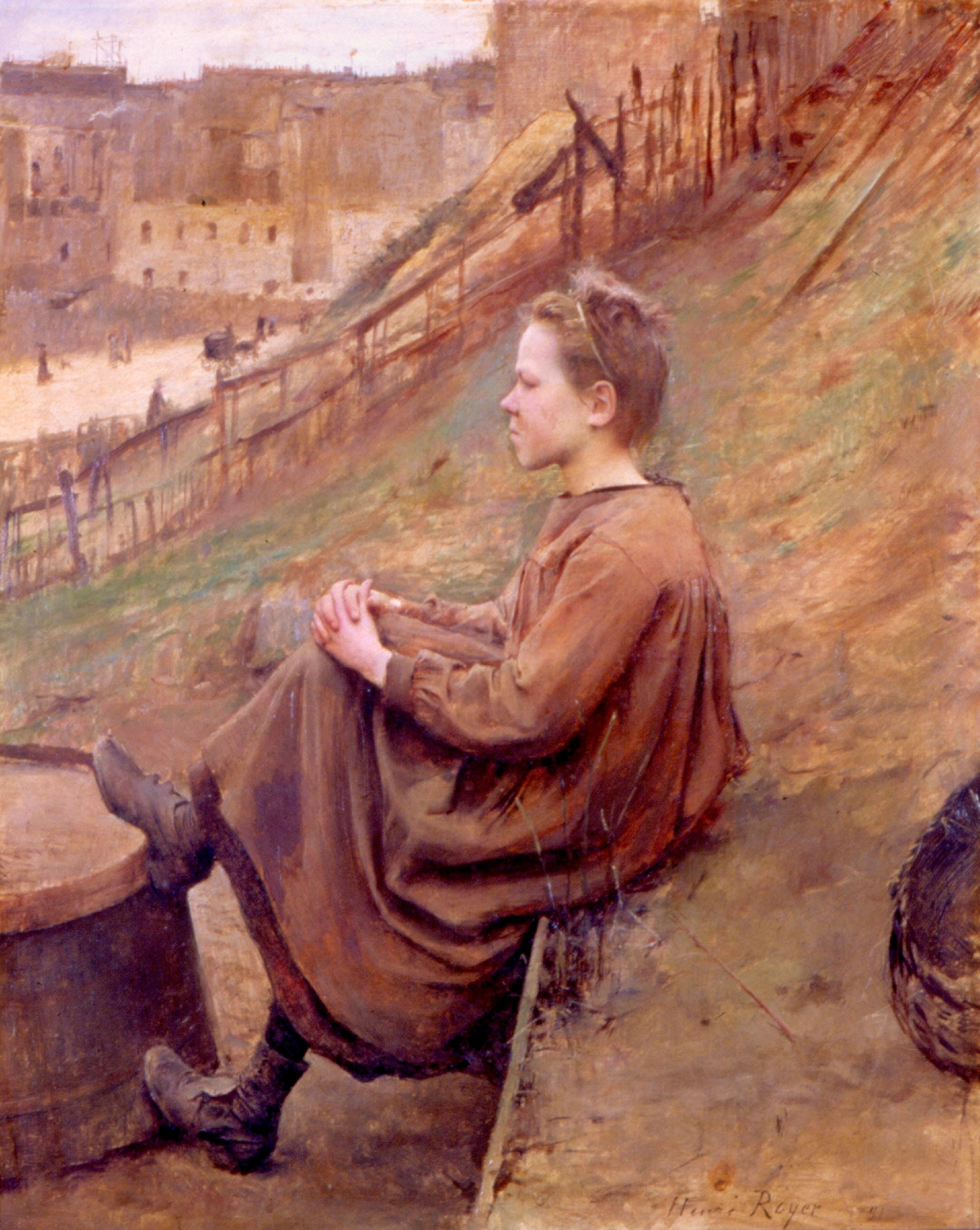
Sulla collina
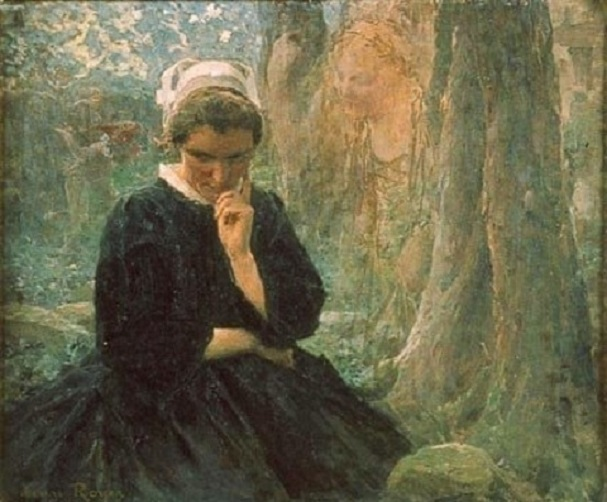
La radura delle leggende
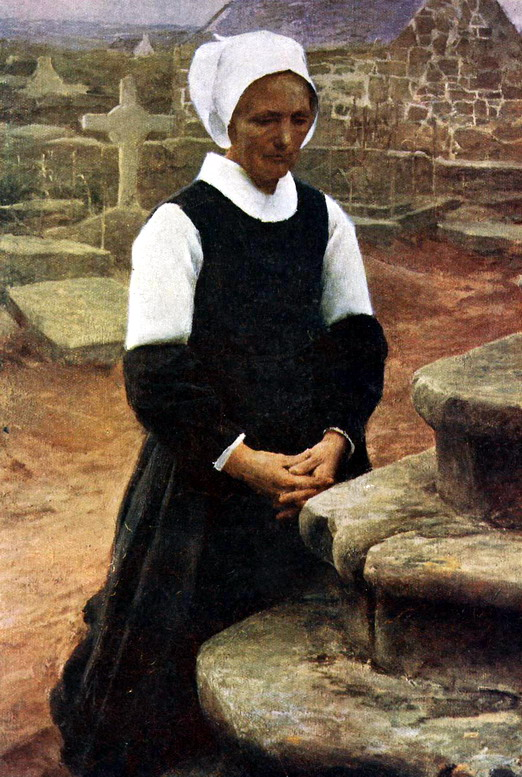
Contadina bretone presso una tomba

### Nudi

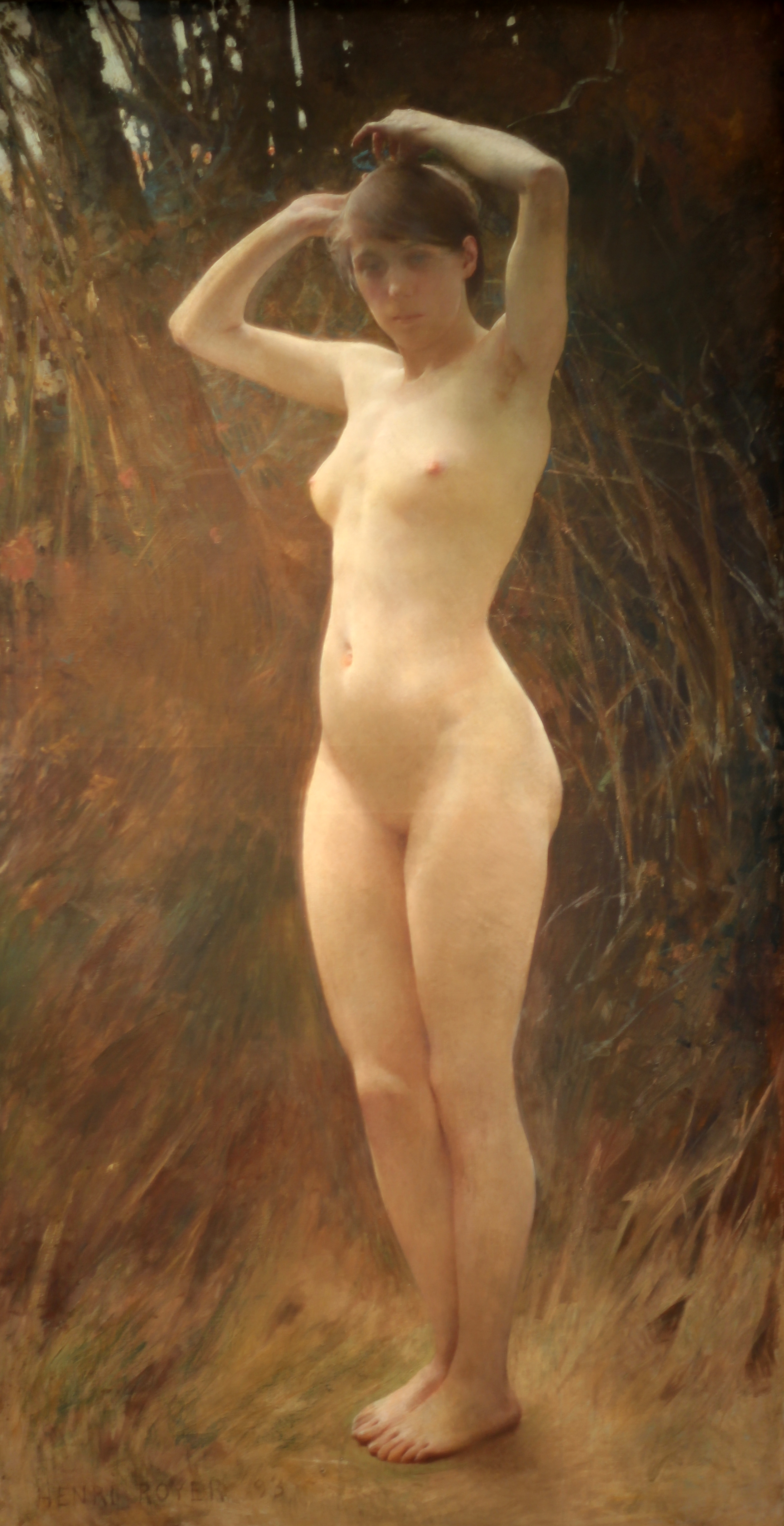
Ninfa
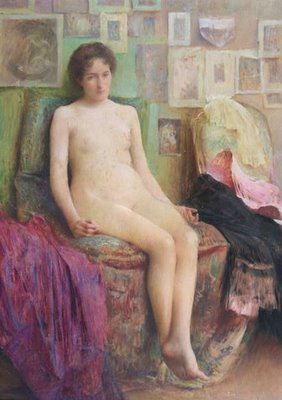
Nudo

### Montmartre

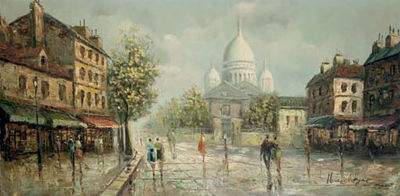
Montmartre sotto la pioggia
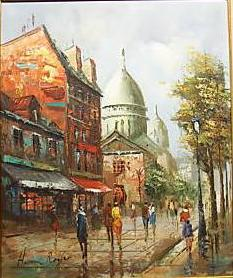
Vista di Montmartre